# Американцы в Гонконге

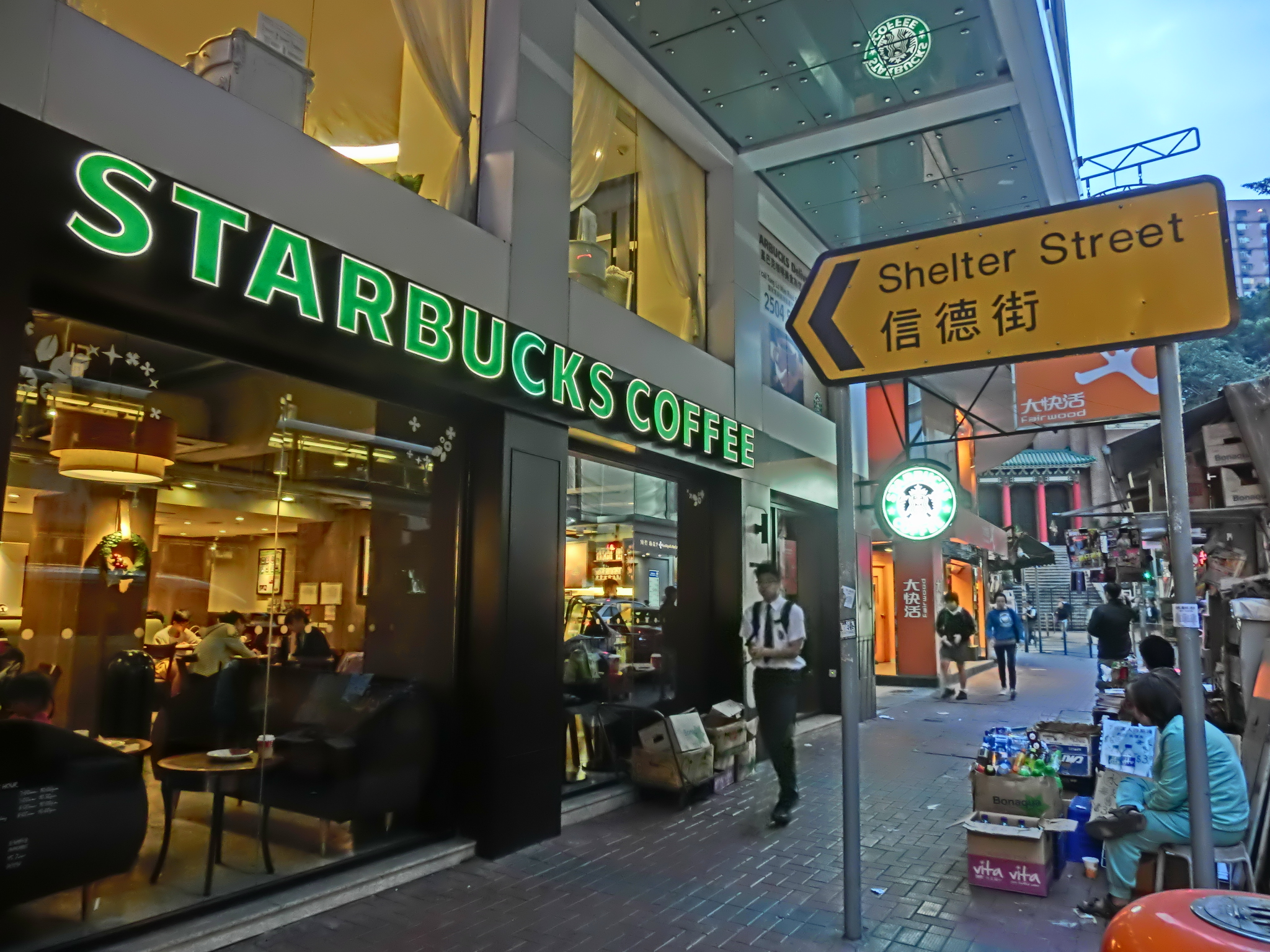
Starbucks Coffee в районе Козуэй-Бей

Американцы — одна из нескольких групп некоренного населения Гонконга. По состоянию на 2009 год в Гонконге постоянно проживало около 60 тыс. граждан США, в начале 2016 года — около 85 тыс.. Большую часть составляют уроженцы США, в том числе китайского происхождения, остальные — уроженцы Гонконга, получившие американское гражданство и вернувшиеся на родину. Многие американцы находятся в Гонконге по работе, другие учатся или преподают в местных университетах. 

## История

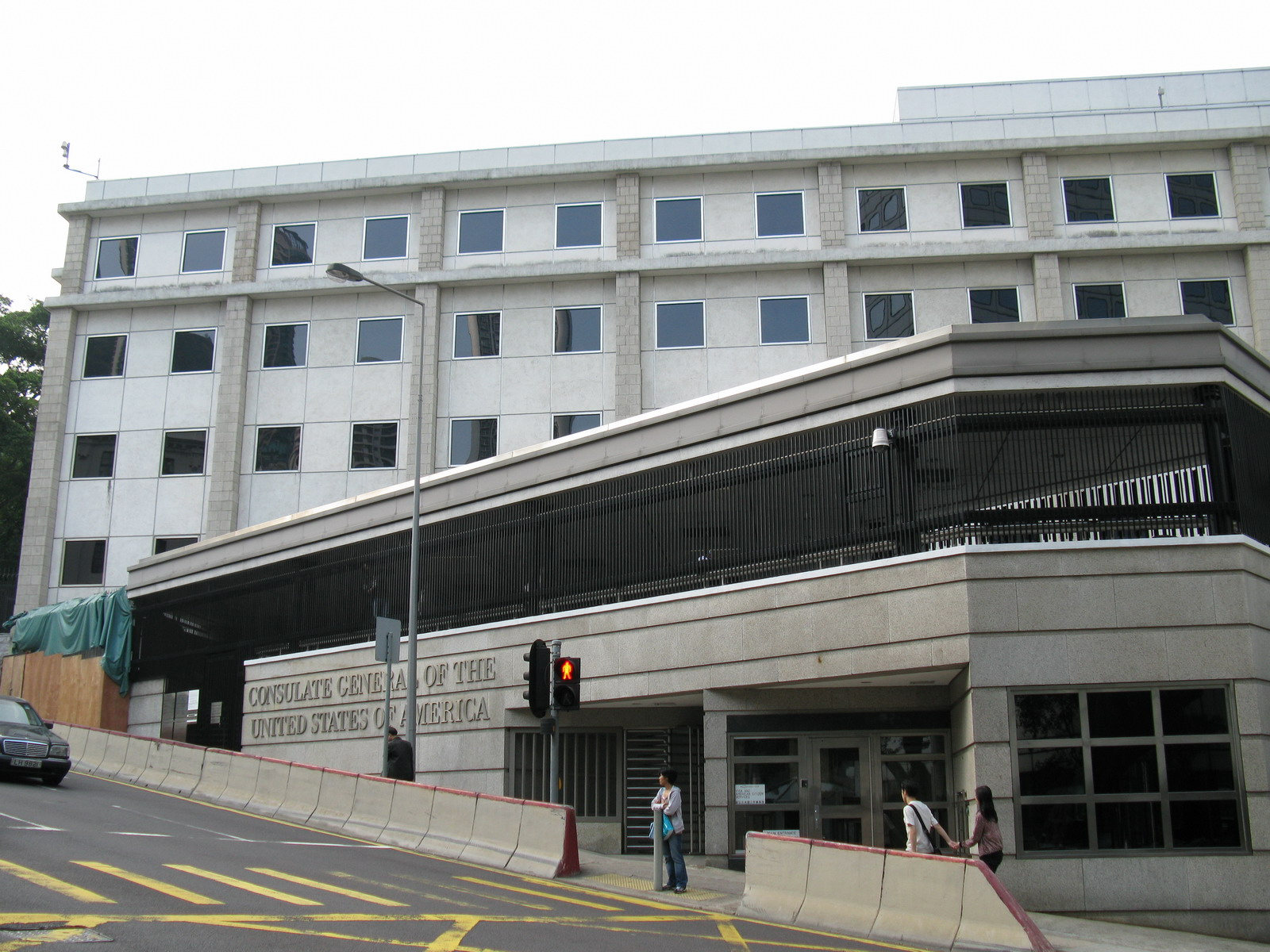
Генеральное консульство США в Гонконге

Первые американцы появились в Гонконге уже в 1842 году. Вслед за протестантскими миссионерами стали прибывать коммерсанты, клерки и матросы, работавшие на американские торговые дома Russell & Company, Augustine Heard & Co. и Olyphant & Co..
В 1949 году, после победы коммунистов в гражданской войне, многие американские миссионеры начали уезжать из Китая в Гонконг (официально они были высланы из Китая в середине 1950-х годов). В Гонконге миссионеры распределяли помощь и сортировали беженцев, стремившихся уехать в США. 
Тем временем, правительство Эйзенхауэра стремилось ограничить число американцев в Гонконге, опасаясь, что в случае нападения Китая на британскую колонию будет затруднительно организовать эффективную эвакуацию многочисленной группы граждан США. Во время Вьетнамской войны (1965—1973) Гонконг служил тыловой базой американского Седьмого флота и местом отдыха американских солдат.
После передачи Гонконга КНР (1997) американцы превзошли британцев как по численности (37 тыс. американцев против 27 тыс. британцев), так и по степени экономического влияния, и заняли второе место после материкового Китая. Около 1,1 тыс. американских фирм, работавших в Гонконге в конце 1990-х годов, нанимали 10 % всех трудовых ресурсов города. Девять американских штатов имели в Гонконге свои представительства. Американец Эден Вун в 1997—2006 годах входил в правление Генеральной торговой палаты Гонконга. Кроме того, суда Военно-морских сил США от 60 до 80 раз в год заходили в порт Гонконга.
По данным Государственного департамента США к 2004 году в Гонконге проживало около 45 тыс. американских граждан.

## Современное положение

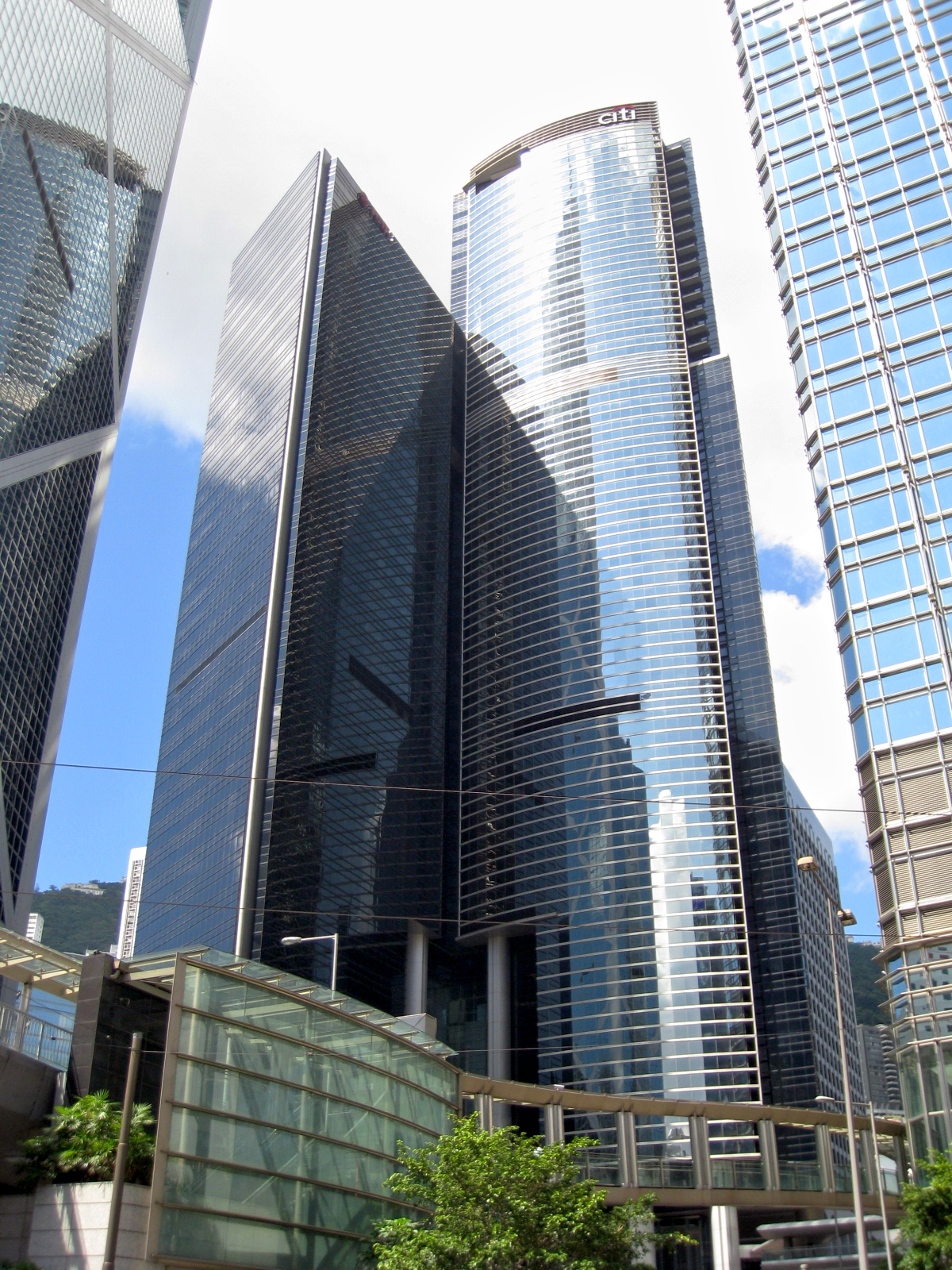
Ситибэнк-плаза

Многие американцы работают в гонконгских офисах американских банков и корпораций (Citibank, JPMorgan Chase, Morgan Stanley, Bank of America, включая Bank of America Merrill Lynch, Goldman Sachs, American International Group, MetLife, American Express, State Street Corporation, Microsoft, IBM, Apple, Google, Walt Disney, Deloitte, McDonald’s, KFC, Pizza Hut, Starbucks, Coca-Cola, FedEx, UPS Airlines, Delta Air Lines, United Airlines, General Electric, Boeing, 3M, Dow Jones & Company и других). По данным Госдепартамента США, по состоянию на 2012 год в Гонконге было представлено около 1,4 тыс. американских компаний, в том числе 315 региональных штаб-квартир и 525 региональных отделений (в 2015 году — 307 региональных штаб-квартир и 505 региональных отделений).
Большие группы американских студентов, особенно из числа американских китайцев, учатся по обмену или работают в течение короткого времени преподавателями  в Китайском университете Гонконга, Гонконгском баптистском университете и Гонконгском политехническом университете.
В Рипалс-Бей работает Гонконгская международная школа, основанная в 1966 году Миссурийским синодом Лютеранской церкви, в Коулуне — Американская международная школа, основанная в 1986 году, в округе Тайпоу — Американская школа Гонконга, основанная в 2016 году. 
Среди знаменитых американцев, родившихся, живших или долгое время работавших в Гонконге — актёры Брюс Ли, Брэндон Ли, Джеймс Хонг, Дэниел Ву, Джон Лоун, Байрон Манн, Джейси Чан и Кевин Чен, актрисы Джоан Лорринг, Нэнси Кван и Мэгги Кью, кинорежиссёры Уэйн Ван, Джеймс Вонг и Руби Ян, певицы Uffie, Коко Ли и Фала Чен, певцы Джастин Ло и Эм-Си Джин, астронавт Уильям Андерс, предпринимательница Венди Денг, модельер Вивьен Там, учёные Бен Герцель, Кань Ютвай и Роберт Цянь, журналистка Кристи Лю Стаут, геймер Деннис Фонг. В гонконгских клубах играет немало американских баскетболистов.